# 奥田歩美
奥田 歩美（おくだ あみ、2000年12月26日 - ）は、山梨放送アナウンサー。和歌山県橋本市出身、大阪府育ち。関西学院大学文学部卒業。

## 来歴
2024年、山梨放送（YBS）へ入社。同期入社は今田舞。

## 人物・エピソード
- 学生時代はミスキャンパス関西学院2021ファイナリストに選出され、代表して甲子園球場でのプロ野球始球式に参加したことがある[1][2]。
- 特技に「バブリーダンス」を挙げており、山梨放送のイベント等で披露している[3][4]。
- 2024年5月2日に、「はみだししゃべくりラジオ キックス」内YBSラジオニュースで初鳴き[5]、5月8日にテレビニュースデビューを果たした[6]。
- 同期入社の今田舞とは2人で「まい・あみコンビ」と称して[7]共演することがある[8]。
- 趣味はラーメン店巡り。2025年度実現・実行したいこととして「山梨県内全てのラーメン店を制覇したい」と公式プロフィールに記載している[9]。後述の自身の担当するラジオコーナーで、おすすめのラーメン店を紹介している。

## 出演
テレビ
- やまなし調ベラーズ ててて！TV
  - レギュラーメンバー（2025年4月4日 - ）
- やまなしマルシェ
  - 和泉義治と（2024年10月 - 2025年3月・今田舞と隔週出演、2025年4月 - ・毎週）
- スイーツと的場と○○（山梨放送70周年記念番組・第1回、今田舞と）[10][注 1]

テレビCM
- 山梨日日新聞（さんにちEye）[11]

ラジオ
- 人生フルスイング（中澤孝次[注 2]と・2025年4月3日 - ）
- ひる前らじお うるさごぜん
  - コーナー担当（DRIVE A GO GO!・2025年4月4日 - ・金曜9:10 - ）
- はみだししゃべくりラジオ キックス
  - 2024年12月13日[12][注 3]
  - コーナー担当（奥田歩美のラブメン！・2025年4月9日 - ・隔週水曜15:30 - ）[9]
- YBSラジオニュース
- いしいそうたろうのチューチューレディオ（2024年6月11日、9月24日、10月8日、12月24日、2025年1月28日、2025年4月以降月1回程度）[注 4]
- まい・あみの恋のから騒ぎ!? クリスマスSP（2024年12月15日、今田舞と担当）[8][注 1]